# Hochwasserrückhaltebecken

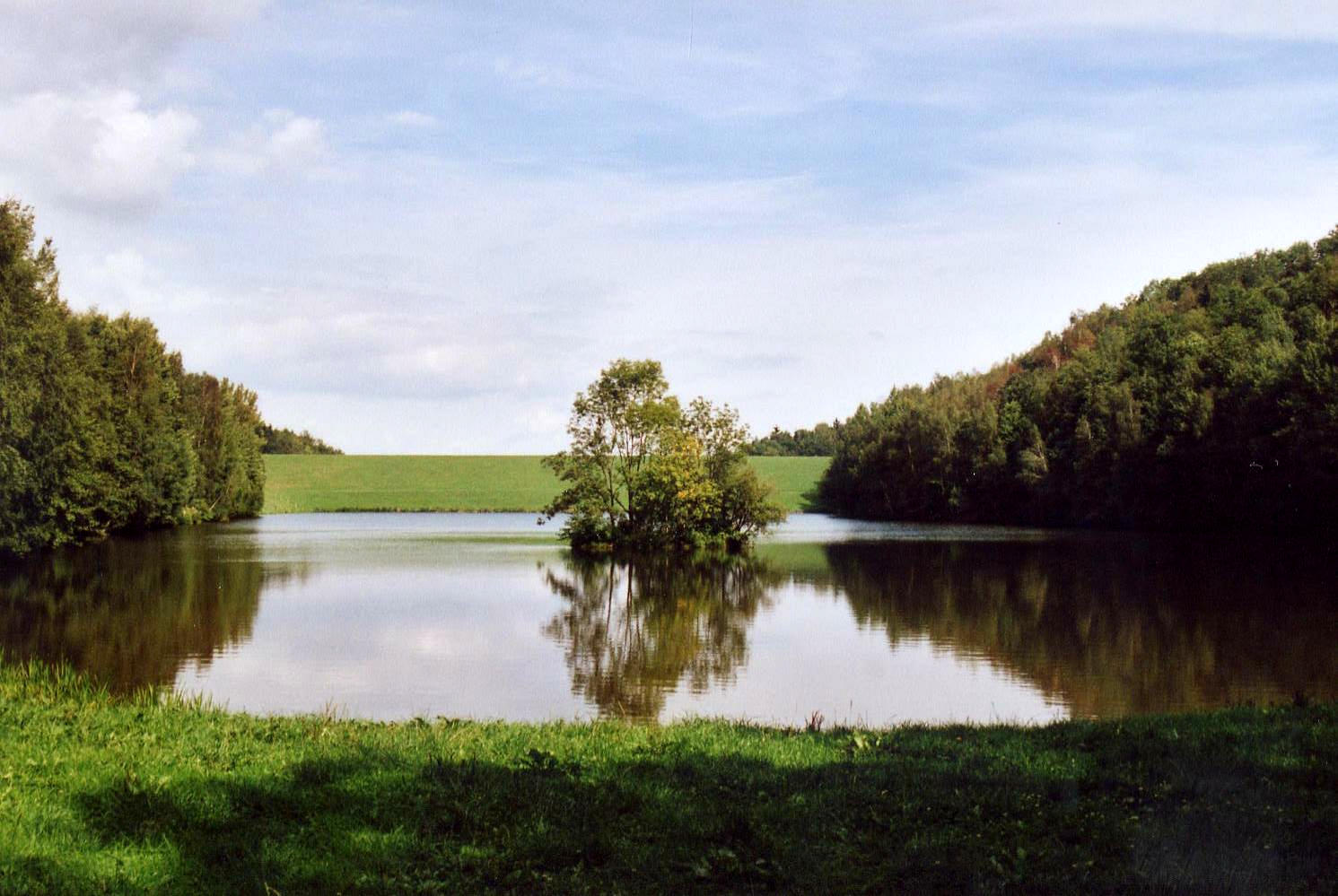
Das Hochwasser-Rückhaltebecken Mordgrundbach an der Bahra im Osterzgebirge wird im Teildauerstau betrieben, das heißt, ein Teil des Beckens ist ständig gefüllt.

Ein Hochwasserrückhaltebecken ist eine Stauanlage, deren Hauptzweck die Regulierung der Abflussmenge eines Fließgewässers bei Hochwasser ist. Es dämpft die abfließende Hochwasserwelle, indem es übermäßige Zuflüsse zwischenspeichert und verzögert wieder abgibt. Das Becken ist im Normalfall leer (sogenanntes Trockenbecken oder grünes Becken) oder teilweise gefüllt (Dauerstaubecken). Große Hochwasserrückhaltebecken können ähnlich aufgebaut sein wie Talsperren, ihr Hauptzweck bleibt jedoch der Hochwasserschutz. Talsperren dienen darüber hinaus jedoch auch weiteren Zwecken, wie z. B. der Trinkwasserversorgung oder der Stromerzeugung. Als Absperrbauwerk werden Staumauern oder Staudämme eingesetzt.

## Lage des Beckens zum Gewässer

Hochwasserrückhaltebecken im Hauptschluss (links) und Nebenschluss (rechts), bestehend aus Staudamm (1), Retentionsbecken (2), Naturbereich (3), Tosbecken (4), Überleitung (5) und Auslass (6)

### Hauptschluss
Hochwasserrückhaltebecken im „Hauptschluss“ werden vom Gewässer direkt durchflossen. Das Absperrbauwerk (1) liegt quer zum Flusslauf, wobei das Fließgewässer bei Niedrigwasser ungehindert durch den Grundablass abläuft. Steigt der Zufluss des Gewässers über die Regelabgabe des Grundablasses, wird dieser erhöhte Abfluss zurückgehalten und das Becken (2) wird eingestaut. Erst wenn der Zufluss den Regelabfluss unterschreitet, entleert sich das Becken langsam wieder. Der Grundablass ist so eingestellt, dass nur so viel Wasser durchfließen kann, wie der Unterlauf schadlos verkraften kann. Der unterste Bereich des Beckens, welcher bei kleineren Hochwassern regelmäßiger betroffen ist, wird in der Regel als reiner Naturbereich (3) gestaltet. Ein Beispiel für ein derartiges Becken ist das Hochwasserrückhaltebecken Jonenbach.

### Nebenschluss
Hochwasserrückhaltebecken im „Nebenschluss“ werden vom Gewässer nicht direkt durchflossen, sondern das Becken (2) ist seitlich neben dem Fluss angeordnet. Das Becken ist dabei durch einen in Flussrichtung orientierten Längsdamm (1) vom Fluss getrennt. Bei Hochwasser kann eine Teilmenge des Wassers aus dem Fluss durch eine Überleitung (5) in das Becken geleitet werden. Es fließt später durch die Überleitung oder einen anderen Auslass (6) wieder in den Fluss zurück. Der Fluss bleibt im Normalzustand in seinem natürlichen Lauf. Das Ökosystem des Flusses mit Uferstreifen und Auen bleibt beim Hochwasserrückhaltebecken im Nebenschluss also durchgängig erhalten.
Hochwasserrückhaltebecken im Nebenschluss unterscheiden sich in ihrer Anordnung zum Gewässer sowie in den erforderlichen technischen Anlagen nicht von Poldern, die zum Hochwasserschutz eingesetzt werden. Die DIN 19712 (Hochwasserschutzanlagen an Fließgewässern) von 2013 grenzt beide Formen von Retentionsräumen über den maximalen Wasserstand ab: Steigt dieser Wasserstand nur wenig über den des Hauptgewässers an, so handelt es sich um einen Polder. Ein Beispiel für einen Polder ist das Hochwasserschutzbecken Langeler Bogen.

## Klassifizierung
Eine Unterteilung von Hochwasserrückhaltebecken erfolgt gemäß DIN 19700-12 zuerst einmal aufgrund der Größe entsprechend folgender Tabelle:
| Klassifizierung | Gesamtstauraum       | Höhe des Absperrbauwerks |
| --------------- | -------------------- | ------------------------ |
| sehr klein      | kleiner 0.050.000 m³ | kleiner 04 m             |
| klein           | kleiner 0.100.000 m³ | kleiner 06 m             |
| mittel          | kleiner 1.000.000 m³ | kleiner 15 m             |
| groß            | größer 1.000.000 m³  | größer 15 m              |

Zusätzlich können Abweichungen von dieser Einteilung nach oben oder unten aufgrund der Bedeutung und des Gefährdungspotentials vom Betreiber in Abstimmung mit der Zulassungsbehörde festgesetzt werden. Dieses gilt insbesondere, wenn die beiden Werte Gesamtstauraum und Höhe des Absperrbauwerks in verschiedenen Klassen liegen.
Der vorrangige Zweck von Hochwasserrückhaltebecken ist der Schutz vor Hochwasser. Sind weitere Nutzungen vorhanden, können Hochwasserrückhaltebecken mit Dauerstau Talsperren im Sinne der DIN 19700 zugeordnet werden. Die entsprechende Entscheidung erfolgt anlagespezifisch. Kriterien für die Entscheidung sind weniger die Größe – das 2006 fertiggestellte Hochwasserrückhaltebecken Lauenstein in Sachsen hat zum Beispiel eine Höhe über Talsohle von über 40 m – als vielmehr das Verhältnis der Größe von Dauerstauraum zu Hochwasserrückhalteraum oder weitere Aufgaben wie Niedrigwasseraufhöhung, Trinkwasserversorgung oder Stromerzeugung.

## Aufbau eines Hochwasserbeckens
Ein Hochwasserrückhaltebecken besteht normalerweise aus einem Absperrbauwerk mit dem Zweck das Wasser im Bedarfsfall im Staubecken aufzustauen. Der Betriebs- und Grundablass ermöglicht die Beckenentleerung und die Beckenbewirtschaftung. Eine Hochwasserentlastung dient zum Schutz vor unerwartet hohen Wasserständen.

### Das Absperrbauwerk
Das Absperrbauwerk kann entweder als Staudamm oder als Staumauer ausgeführt sein. Staudämme sind geschüttet und lassen sich sowohl auf Fels als auch auf hinreichend tragfähigem Boden (Lockergestein) aufbauen. Wenn wasserdichte Schichten erst in größerer Tiefe anstehen, sind in der Regel spezielle Maßnahmen zur Untergrundabdichtung vorzusehen. Untergrundabdichtung und Staudammdichtung müssen ein lückenloses Dichtungssystem bilden. Staumauern sind ausschließlich auf tragfähigem Fels zu errichten. Die genaue Bauform hängt maßgeblich von den Felseigenschaften und der Talform ab.
Die Entscheidung über die Art des Absperrbauwerks wird neben den entscheidenden geologischen Untergrundbeschaffenheiten auch von wirtschaftlichen und gestalterischen Gesichtspunkten bestimmt. Staudämme sollten insbesondere in erdbebengefährdeten Gebieten bevorzugt werden. Andererseits muss für einen Dammbau Baumaterial in ausreichender Menge und Qualität in örtlicher Nähe der geplanten Stauanlage zur Verfügung stehen.
Je nach Größe der Anlage sind verschiedene Sicherheitsnachweise zu erbringen. Diese betreffen die Tragsicherheit, die Gebrauchstauglichkeit und die Dauerhaftigkeit des Tragwerks. Die Dauerfestigkeit muss bei einer Nutzungsdauer von 80 bis 100 Jahren durch regelmäßige visuelle und messtechnische Kontrollen nachgewiesen werden. Nach DIN 19700-11 müssen bei der Auslegung ständige Einwirkungen wie Eigenlast, Verkehrs- und Auflast sowie Wasserdruck bei Dauerstau, aber auch seltene Einwirkungen wie ein extremer Hochwasserstau und außergewöhnliche Lastfälle wie Erdbeben berücksichtigt werden.

### Der Betriebs- und Grundablass
Betriebs- und Grundablass sind bei vielen Hochwasserrückhaltebecken in einem Bauwerk zusammengefasst und bilden das „Herzstück“ einer Stauanlage. Der gemeinsame Betriebs- und Grundablass verläuft meist auf dem Niveau der Gewässersohle durch den Fuß des Staudamms und besteht aus einem Einlaufbauwerk mit Treibgutrechen, einem Drossel- oder Verschlussbereich, einem Durchlass (Transportgerinne) und einem Auslaufbauwerk mit Tosbecken. Heutzutage wird der Durchlass meist als Ökodurchlass bzw. Ökostollen ausgeführt.

Querschnitt des Staudamms am Hochwasserrückhaltebecken Jonenbach (1): Durchlass, (2): Hochwasserentlastung mit Schwemmholzrechen, (3): Grundablass (Einlauf) mit Rechen und Einlassdrosselung, (4): Auslaufbauwerk mit Fischtreppe, (5): Tosbecken (schnell fließendes Wasser wird verlangsamt), (6): Fußweg, (7): Dammkrone

Zufluss (rot) und Abflussganglinien (blau) des Bemessungshochwassers für a) ungesteuertes Becken und b) auf konstanten Abfluss gesteuertes Becken

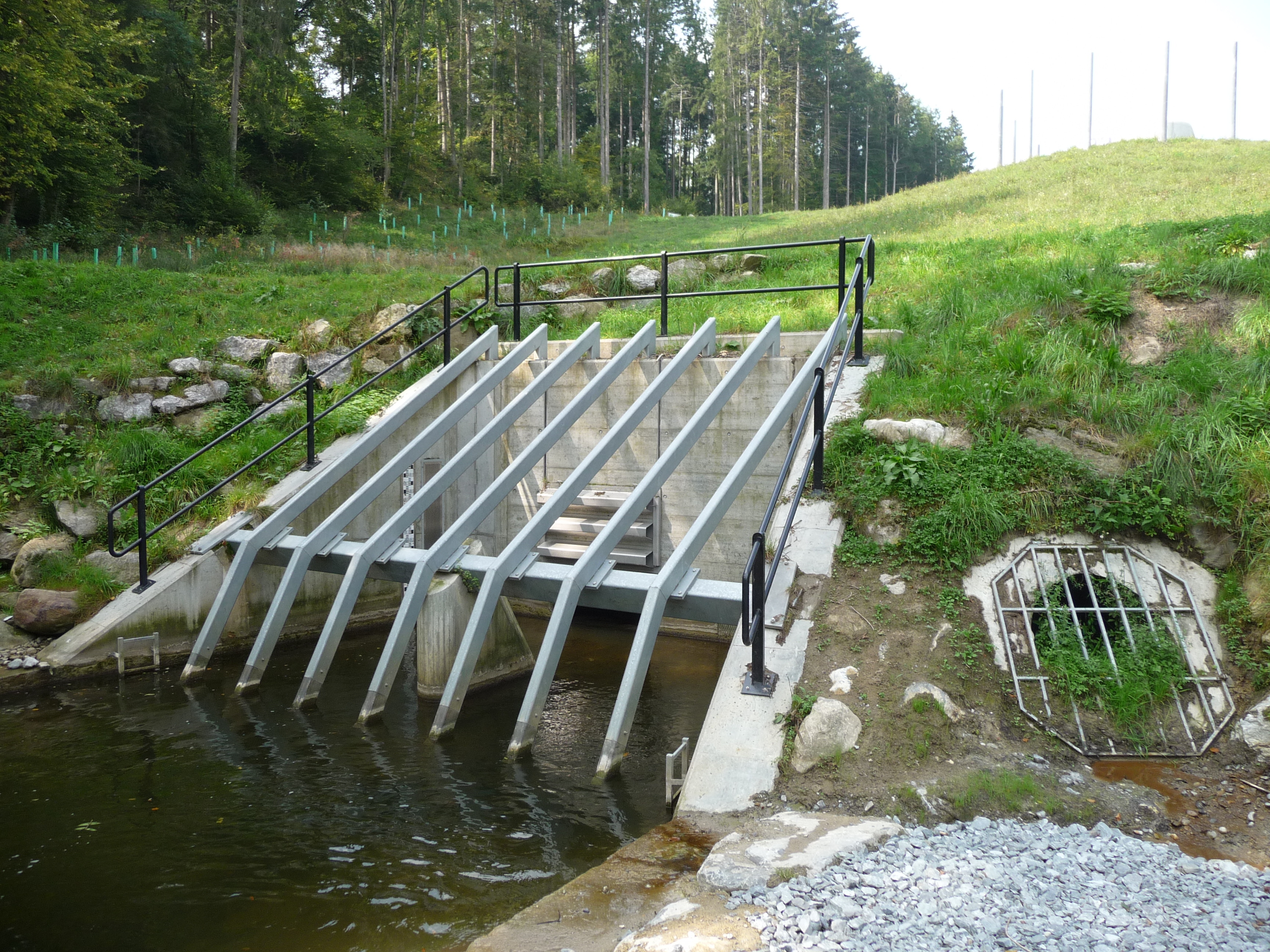
Einlaufbauwerk für den Grundablass mit Rechen und Einlassdrosselung, sowie Öffnung für Bypass (rechts)

Der Betriebsablass dient zur Abflussbegrenzung. Die Wasserabgabe wird durch einen verringerten Querschnitt im Drosselbereich so eingestellt, dass nur eine schadlose Menge in den Unterlauf abgegeben wird. Der Drosselbereich kann wasserseitig, mittig oder luftseitig am Grundablass angeordnet sein. Die Reduzierung auf den Bemessungsabfluss („Regelabgabe“) erfolgt entweder durch eine fest eingestellte Größe einer Durchflussöffnung im Grundablass oder durch eine bewegliche Drossel in Form von Schütz, Schieber oder Klappe. Der ungesteuerte Grundablass hat die Vorteile geringer Störanfälligkeit, sowie niedriger Errichtungs- und Wartungskosten. Andererseits sind als Nachteile eine schlechtere Ausnutzung des Beckeninhalts, sowie das Fehlen der Möglichkeit zur Anpassung an die Hochwasserwelle (spitzer oder flacher Scheitelabfluss) zu nennen.
Bei einem ungesteuerten Becken muss die Größe der Durchflussöffnung auf die maximal zulässige Abflussmenge Qmax bei vollständig angestautem Becken abgestimmt sein. Bei niedrigerem Füllstand im Retentionsbecken ist hingegen der Wasserdruck und damit die Durchflussmenge geringer als die Leistungsfähigkeit des Unterlaufes des Bachs erlauben würde. Dieses ergibt zu Beginn der Hochwasserwelle einen stärkeren Einstau im Becken als eigentlich notwendig (gestreifte Fläche im oberen Diagramm). Unterschreitet der Zufluss die zulässige Abflussmenge Qmax, so entleert sich das Becken relativ langsam wieder (verzögerte Abgabe).
Die adaptive, ereignisangepasste Steuerung erlaubt hingegen eine gleichmäßige, an den kritischen Durchfluss im Unterlauf abgestimmte Abgabe von Wasser. Gerade am Anfang einer Hochwasserwelle kann die Abflussmenge durch eine weite Öffnung erhöht, der Einstau reduziert (gestreifte Fläche im unteren Diagramm) und so der Rückhalteraum besser ausgenutzt werden. Da am Anfang eines Hochwasserereignisses zumeist der Schwemmholzanteil erhöht ist, hat eine größere Öffnung im Grundablass zu diesem Zeitpunkt den weiteren Vorteil, dass die Gefahr der Verblockung durch Treibgut (Verklausungsgefahr) reduziert ist. Nach Abklingen der Hochwasserwelle wird der Normalpegel schneller erreicht und das Becken steht schneller für weitere Hochwasser zur Verfügung. Die beschriebenen Vorteile sind bei größeren Anlagen stärker als bei kleineren oder mittleren Anlagen. Auch können die abgegebenen Hochwassermengen verschiedener Hochwasserrückhaltebecken aufeinander abgestimmt werden, um durch eine leicht zeitversetzte Abgabe eine Überlagerung von Hochwasserwellen an Flusseinmündungen zu reduzieren. Andererseits bedarf eine adaptive Steuerung einer aufwändigen Planung, sowie verlässlicher Informationen über Gesamtabflusssituation des betroffenen Gebietes.
Zur Erhöhung der Betriebssicherheit schreibt die DIN 19700-12 bei mittleren und großen Becken (Höhe größer 6 m, Volumen größer 100.000 m³) einen Bypass im Verschlussbereich vor. Dabei handelt es sich entweder um eine Umgehungsleitung für den Drosselbereich oder um eine zweite separate Öffnung mit Verschlussmöglichkeit. Normalerweise ist der Bypass geschlossen. Bei einer Verklausung des Grundablasses kann das Becken über den Bypass entleert werden. Der Notauslass mündet entweder direkt in das Tosbecken (getrennter Rohrdurchlass) oder wird nur im ersten Teil getrennt geführt und mündet dann in den Grundablass (gemeinsamer Auslass).

### Hochwasserentlastung

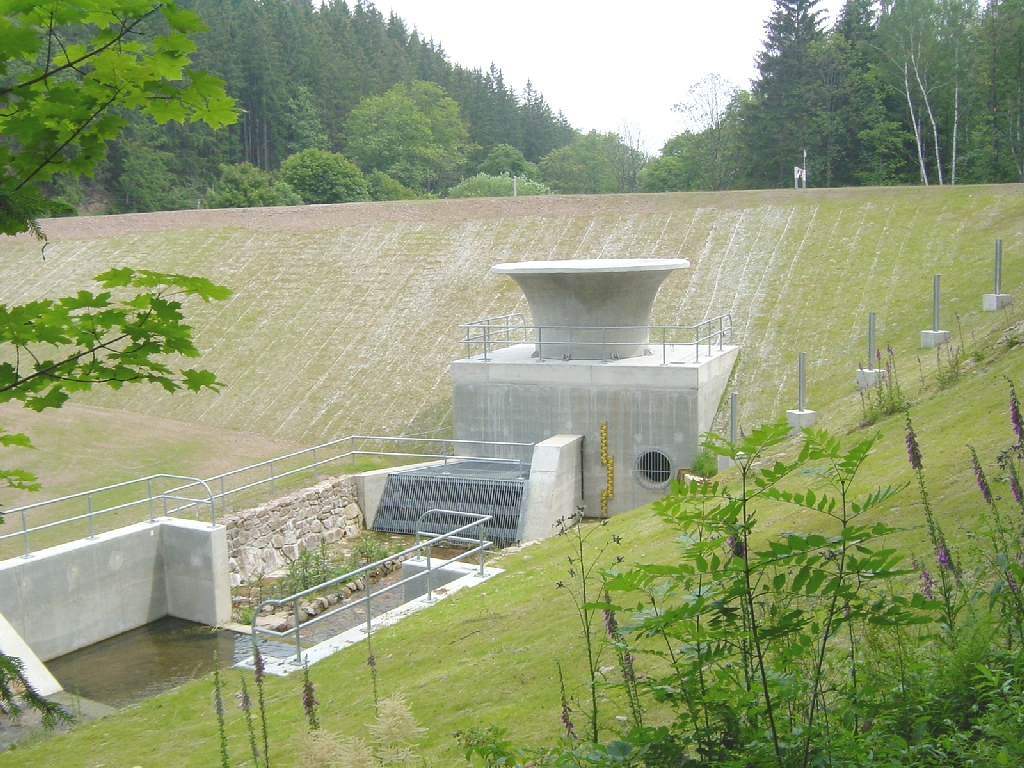
Rückhaltebecken Glashütte, 2007 wieder aufgebauter Damm

Fließt bei Hochwasser so viel Wasser zu, dass das Becken ganz gefüllt wird, so muss das weitere zufließende Wasser über die Hochwasserentlastung ablaufen. Diese muss deshalb einen befestigten Überlauf, ein Gerinne und ein Tosbecken haben.
Selbst ein überlaufendes Becken hat dank der Retention noch eine Hochwasser dämpfende Funktion.

## Weitere Beispiele
- Hochwasserrückhaltebecken Salzderhelden, das größte Niedersachsens
- Rückhaltebecken Auhof, Hochwasserrückhaltebecken des Wienflusses in Wien
- Hochwasserrückhaltebecken Alfhausen-Rieste, das zweitgrößte Niedersachsens